# NGC 2480
NGC 2480 ist eine Balken-Spiralgalaxie mit ausgedehnten Sternentstehungsgebieten vom Hubble-Typ SBcd im Sternbild Zwillinge auf der Ekliptik. Sie ist schätzungsweise 102 Millionen Lichtjahre von der Milchstraße entfernt und hat einen Durchmesser von etwa 40.000 Lj. Wahrscheinlich bildet sie gemeinsam mit NGC 2481 ein gebundenes Galaxienpaar. 

Im selben Himmelsareal befindet sich weiterhin die Galaxie IC 481.
Das Objekt wurde am 1. Februar 1856 vom irischen Astronomen R. J. Mitchell, einem Assistenten von William Parsons,  entdeckt.